# Fujiwara no Kiyoko
Pour les articles homonymes, voir Kiyoko.
Fujiwara no Kiyoko (1122 – 10 janvier 1182) est une impératrice du Japon, consort de l'empereur Sutoku.

## Source de la traduction
- (en) Cet article est partiellement ou en totalité issu de l’article de Wikipédia en anglais intitulé « Fujiwara no Kiyoko » (voir la liste des auteurs).